# توفيق توفيق

توفيق توفيق (مطرب وموسيقي وممثل)

توفيق توفيق مطرب لبناني  من مواليد طرابلس اللبنانية في أول يناير 1970. بدأ مساره موسيقياً ضمن فرقة شقيقه الفنان وليد توفيق، ومع بداية التسعينات استقل بنفسه وقرر دخول الفن مطرباً وممثلاً. شارك في العديد من الأفلام السينمائية والمسلسلات المصرية واللبنانية. قام توفيق توفيق في 2015 بخطوبة الراقصة المصرية دينا، ولم تدم طويلً.

## قائمة أعماله
فيلم «أحلامنا الحلوة» للمخرج سمير حافظ عام 1992
تمثيلية «ما وراء القناع» للمخرج حسن الصيفي عام 1995
فيلم «المطربون في الأرض» للمخرج إسماعيل جمال عام 1996
فيلم «اللص المحترم» للمخرج عاطف صبري عام 1997
برنامج «فارس حول العالم» للمخرج محمد الشريف عام 1997
مسلسل «الرجل الآخر» للمخرج مجدي أبو عميرة عام 1999
فيلم «الرقص في المجهول» للمخرج سمير الغصيني عام 2001
مسلسل «خطايا صغيرة» للمخرج إيلي س. معلوف عام 2005
مسلسل «ورود ممزقة» للمخرج إيلي س. معلوف عام 2008
مسلسل «الأرملة والشيطان» للمخرج إيلي س. معلوف عام 2011
مسلسل «عندما يبكي التراب» للمخرج إيلي س. معلوف عام  2012
مسلسل «ياسمينة» للمخرج إيلي س. معلوف عام  2014
مسلسل «لأنك حبيبي» للمخرج إيلي رموز عام 2018 

## أغاني توفيق توفيق
ونعشق ليه (صلاح الشرنوبي – هاني شحاتة) – لا مش كفاية (صلاح الشرنوبي – وليد رزيقة) – كنت عندي (أشرف سالم) – آخر جواب (حسين محمود – مصطفى كامل) – خطرنا على بالك (رفيق حبيقة – شفيق المغربي) – واهم (أشرف سالم) – وينادوه (أشرف سالم) – بتسألي (شاكر الموجي – إبراهيم الدرواني) - عندك حق - سألت عنه - زيدي القلب – حبيبي أنت – حلفتك – أوعديني – وشهدنالك – مايهمكيش – لا قلبي قادر. أغلى الناس (طونى أبى كرم - طارق أبو جودة)

## وصلات خارجية
- توفيق توفيق على موقع قاعدة بيانات الأفلام العربية
- توفيق توفيق على موقع دهليز